# Fort Wayne Pistons 1949-1950
La stagione 1949-50 dei Fort Wayne Pistons fu la 1ª nella NBA per la franchigia.
I Fort Wayne Pistons arrivarono terzi nella Central Division con un record di 40-28. Nei play-off, dopo aver vinto il tie-breaker con i Chicago Stags, vinsero la semifinale di division con i Rochester Royals (2-0), perdendo poi nella finale di division con i Minneapolis Lakers (2-0).

## Roster
| N° | Naz.                   | Ruolo | Sportivo        | Anno | Alt. | Peso |
| -- | ---------------------- | ----- | --------------- | ---- | ---- | ---- |
| 3  | Stati Uniti (bandiera) | GA    | Curly Armstrong | 1918 | 180  | 77   |
| 4  | Stati Uniti (bandiera) | G     | John Oldham     | 1923 | 191  | 79   |
| 5  | Stati Uniti (bandiera) | G     | Ralph Johnson   | 1921 | 180  | 77   |
| 5  | Stati Uniti (bandiera) | GA    | Richie Niemiera | 1921 | 185  | 75   |
| 6  | Stati Uniti (bandiera) | G     | Duane Klueh     | 1926 | 191  | 79   |
| 7  | Stati Uniti (bandiera) | GA    | Leo Klier       | 1923 | 188  | 77   |
| 8  | Stati Uniti (bandiera) | A     | Fred Schaus     | 1925 | 196  | 93   |
| 9  | Stati Uniti (bandiera) | G     | Jerry Nagel     | 1928 | 183  | 86   |
| 10 | Stati Uniti (bandiera) | AC    | Bob Carpenter   | 1917 | 196  | 91   |
| 12 | Stati Uniti (bandiera) | AC    | Charlie Black   | 1921 | 196  | 91   |
| 12 | Stati Uniti (bandiera) | AC    | Howie Schultz   | 1922 | 198  | 91   |
| 14 | Stati Uniti (bandiera) | AC    | Bob Harris      | 1927 | 201  | 88   |
| 15 | Stati Uniti (bandiera) | AC    | Jack Kerris     | 1925 | 198  | 98   |
| 15 | Stati Uniti (bandiera) | C     | John Mahnken    | 1922 | 203  | 100  |
| 16 | Stati Uniti (bandiera) | C     | Bill Henry      | 1924 | 206  | 98   |
| 17 | Stati Uniti (bandiera) | AC    | Clint Wager     | 1920 | 198  | 95   |

## Staff tecnico
- Allenatore: Murray Mendenhall